# Boris Wassiljewitsch Warnecke
Boris Wassiljewitsch Warnecke (russisch Борис Васильевич Варнеке, wiss. Transliteration Boris Vasilʹevič Varneke; * 22.jul. / 3. Juni 1874greg. in Moskau; † 31. Juli 1944 in Kiew) war ein russischer Klassischer Philologe.

## Leben
Boris Warnecke war das uneheliche Kind einer Schauspielerin. Er spielte selbst ab dem Alter von acht Jahren Theater, später arbeitete er auch als Regieassistent (bis 1902). Daneben besuchte er das 1. Gymnasium in Moskau. Nach der Reifeprüfung (1894) studierte er Klassische Philologie und Geschichte an der Universität Sankt Petersburg, wo ihn insbesondere Tadeusz Stefan Zieliński beeinflusste. Auf dessen Anraten verbrachte Warnecke einige Semester an den Universitäten zu Göttingen und Leipzig.
Nach dem Studium unterrichtete Warnecke von 1899 bis 1904 Latein, Griechisch, Deutsch und Französisch am 5. Gymnasium in Sankt Petersburg; außerdem hielt er ab 1901 Lehrveranstaltungen an der Universität ab und veröffentlichte Studien zur antiken Theatergeschichte. 1903 erlangte er die Magisterwürde, 1904 wurde er zum Dr. phil. promoviert. Sein Lehrerfolg und seine wissenschaftliche Arbeit brachten ihm solche Anerkennung, dass er am 21. August 1904 auf den Lehrstuhl für Klassische Philologie an der Universität Kasan berufen wurde (zunächst als außerordentlicher Professor). Am 20. Juni 1906 wurde er zum ordentlichen Professor ernannt.
Weil seine aus Kiew gebürtige Ehefrau in Kasan unter klimatisch bedingten chronischen Krankheiten litt, bemühte sich Warnecke um die Versetzung an einen milderen Ort. Am 26. April 1910 wurde er an die Universität Odessa versetzt, wo er viele Jahre tätig war. Auch nach den Ereignissen der Russischen Revolution und der Umwandlung der Universität in ein Institut für Volksbildung (1920) blieb Warnecke auf seinem Lehrstuhl. Er zog viele Studenten an (darunter Michail Bachtin) und korrespondierte mit Wissenschaftlern im Ausland (er beherrschte sechs Fremdsprachen fließend, darunter Englisch, Französisch, Deutsch und Italienisch). Das Deutsche Archäologische Institut wählte Warnecke 1926 zum korrespondierenden Mitglied.
Als während des Zweiten Weltkriegs Odessa unter rumänische Besatzung fiel (1941–1944), konnte Warnecke mit seiner Familie nicht fliehen. Er setzte seine wissenschaftliche Arbeit fort, hielt auch Vorlesungen an der 1942 gegründeten rumänischen Universität ab und gab Italienischkurse. Bei der Gründung eines Instituts für antikommunistische Forschung verweigerte er jedoch seine Zusammenarbeit. Anders als die meisten Professoren wurde er im weiteren Verlauf des Krieges nicht nach Rumänien evakuiert. Er blieb in Odessa, bis die Rote Armee es am 10. April 1944 wieder einnahm. Warnecke setzte seine Lehrtätigkeit unbeirrt fort, bis er am 10. Mai vom NKWD unter dem Vorwurf des Hochverrats und der Spionage für Italien verhaftet wurde. Er starb im Lukjaniwska-Gefängnis in Kiew am 31. Juli 1944.
Am 29. November 1955 wurde Warnecke von einem sowjetischen Gericht rehabilitiert.
In seiner Forschungsarbeit beschäftigte sich Warnecke vor allem mit dem antiken griechischen und römischen Theater. Er veröffentlichte Studien über verschiedene Bühnengattungen, über die politische Funktion der Theateraufführungen im antiken Rom und die Tätigkeit der antiken Schauspieler. Daneben beschäftigte er sich auch mit der Geschichte des russischen Dramas und mit den antiken Terrakotten. Er verfasste auch Artikel für ausländische (deutsche und österreichische) Zeitschriften sowie für Paulys Realenzyklopädie der klassischen Altertumswissenschaft (RE).

## Schriften
- Очерки из истории древнеримского театра. Sankt Petersburg 1903 (Magisterarbeit)
- Политическая роль античного театра. Kasan 1904 (Dissertation)
- Наблюдения над древнеримской комедией. К истории типов. Kasan 1905
- Женский вопрос на афинской сцене. Kasan 1905
- Новейшая литература о мимах. Kasan 1907
- Актеры древней Греции. Odessa 1919
- Античный театр. Charkow 1929
- История античного театра. Moskau/Leningrad 1940